# Municipio Pinal de Amoles
Koordinaten: 21° 9′ N, 99° 36′ W
Pinal de Amoles ist ein Municipio im mexikanischen Bundesstaat Querétaro. Das Municipio umfasst eine Fläche von 714 km². Im Jahr 2010 hatte Pinal de Amoles eine Bevölkerung von 27.093 Einwohnern. Verwaltungssitz und einwohnerreichster Ort des Municipios ist das gleichnamige Pinal de Amoles.
Im Municipio liegt ein Teil des Biosphärenreservats Sierra Gorda.

## Geographie
Das Municipio Pinal de Amoles liegt im mittleren Norden des Bundesstaats Querétaro auf einer Höhe zwischen 600 m und 3100 m. Es zählt zu 98 % zur physiographischen Provinz der Sierra Madre Oriental und zu 2 % zur Mesa del Centro. Das Municipio liegt zur Gänze im Einzugsgebiet des Río Pánuco und entwässert damit in den Golf von Mexiko. Vorherrschende Gesteinstypen sind die Sedimentgesteine Kalkstein (71 %) und Kalkstein-Lutit (27 %). Bodentyp von 51 % des Municipios ist der Leptosol, gefolgt von 34 % Luvisol und 13 % Regosol. Etwa 55 % der Gemeindefläche sind bewaldet, 24 % sind von Gestrüpplandschaft eingenommen, 12 % dienen dem Ackerbau, 9 % als Weideland.
Das Municipio Pinal de Amoles grenzt an die Municipios Jalpan de Serra, Arroyo Seco, Peñamiller, Cadereyta de Montes und San Joaquín sowie an den Bundesstaat Guanajuato.

## Bevölkerung
Beim Zensus 2010 wurden im Municipio 27.093 Menschen in 6.044 Wohneinheiten gezählt. Davon wurden 69 Personen als Sprecher einer indigenen Sprache registriert. Etwas über 17 % der Bevölkerung waren Analphabeten. 6.201 Einwohner wurden als Erwerbspersonen registriert, wovon gut 75 % Männer bzw. 14 % arbeitslos waren. Knapp 35 Prozent der Bevölkerung lebten in extremer Armut.

## Orte
Das Municipio Pinal de Amoles umfasst 207 bewohnte localidades, von denen nur der Hauptort vom INEGI als urban klassifiziert ist. Zwei Orte wiesen beim Zensus 2010 eine Einwohnerzahl von über 1000 auf, 122 Orte hatten weniger als 100 Einwohner. Die größten Orte sind:
| Ort                     | Einwohner |
| Pinal de Amoles         | 2000      |
| Ahuacatlán de Guadalupe | 1815      |
| Sauz de Guadalupe       | 0565      |